# Fall Out Boy
Fall Out Boy es una banda de rock estadounidense formada en Wilmette, Illinois, un suburbio de Chicago, en 2001. La banda está compuesta por el vocalista principal y guitarrista Patrick Stump, el bajista Pete Wentz, el baterista Andy Hurley y el guitarrista Joe Trohman. La banda se originó en la escena de hardcore punk de Chicago y fue formada por Wentz y Trohman como un proyecto paralelo de pop punk; Stump se unió poco después. El grupo pasó por varios bateristas antes de que Hurley se uniera. Su álbum debut, Take This to Your Grave (2003), se convirtió en un éxito underground y ayudó a la banda a obtener una base de seguidores dedicados a través de intensas giras. Take This to Your Grave es citado como un disco influyente en la música pop punk de los años 2000.
Con Wentz como letrista de la banda y Stump como el compositor principal, Fall Out Boy publicó su debut en una major en 2005. From Under the Cork Tree produjo dos sencillos exitosos: "Sugar, We're Goin Down" y "Dance, Dance". El material se convirtió en doble platino, transformó al grupo en superestrellas y convirtió a Wentz en una celebridad. Fall Out Boy recibió una nominación a Mejor Artista Nuevo en los Premios Grammy de 2006. Infinity on High (2007) debutó en el número uno en el Billboard 200 con 260 000 ventas en su primera semana. Produjo dos éxitos: "This Ain't a Scene, It's an Arms Race" y "Thnks fr th Mmrs". Folie à Deux (2008) fue una decepción comercial y recibió una respuesta mixta. Después del lanzamiento de Believers Never Die - Greatest Hits en 2009, la banda se tomó un descanso y los miembros trabajaron en proyectos paralelos.
Save Rock and Roll (2013) se convirtió en el segundo álbum número uno de Fall Out Boy e incluyó el sencillo "My Songs Know What You Did in the Dark (Light Em Up)", que llegó al top 20. El mismo año, la banda lanzó el EP PAX AM Days, que consistió en 8 canciones influenciadas por el punk y que fueron grabadas durante una sesión de dos días con el productor Ryan Adams. El sexto álbum de estudio de la banda, American Beauty/American Psycho (2015), alcanzó el número uno en el Billboard 200 y produjo el éxito "Centuries", que llegó al top 10, y el sencillo "Uma Thurman", que llegó al n.º 22 en el Billboard Hot 100. Esto fue seguido por su primer álbum de remixes, Make America Psycho Again, que presentó remixes de todas las canciones originales de American Beauty/American Psycho por un artista diferente en cada canción, incluyendo a Migos y Wiz Khalifa.
El séptimo álbum de estudio de la banda, Mania (2018), también alcanzó el puesto número 1, convirtiéndose en su cuarto álbum número 1 y sexto álbum consecutivo en el top 10. La gira de Mania incluyó un espectáculo en Wrigley Field, su primer concierto como cabeza de cartel en un estadio. En 2018, Fall Out Boy recibió su segunda nominación al Grammy al Mejor Álbum de Rock. El 18 de enero de 2023, la banda anunció su octavo álbum de estudio, So Much (for) Stardust, que fue lanzado el 24 de marzo.

## Historia

### Primeros años
Fall Out Boy fue formada en 2001 por Joe Trohman y Pete Wentz. Los dos habían tocado en varias bandas del área de Chicago y decidieron que querían iniciar una banda más parecida a las que escuchaban en su infancia y adolescencia, pero difieren tales como Green Day, Descendents, Blink-182 y The Smiths. Trohman conoció a Patrick Stump en una tienda de libros. Trohman se presentó a sí mismo cuando lo escuchó hablando sobre la banda Neurosis, en la cual tenían un interés mutuo. Stump hizo una audición para ser baterista, pero, en cuanto se descubrieron sus talentos para cantar, se convirtió en la voz principal del grupo. Otros dos músicos de Chicago fueron contratados: T.J. Racine tocando la guitarra y un baterista, Mike Pareskuwicz. El siguiente año, la banda lanzó un demo hecho por ellos mismos, al que le siguió el lanzamiento del EP Split el 28 de mayo de 2002, en el cual participó Project Rocket de Uprising Records. El grupo lanzó su primer material Fall Out Boy's Evening Out With Your Girlfriend, también mediante Uprising Records, en 2003. La banda no tuvo nombre durante los tres primeros conciertos. Al final del segundo, le pidieron al público que gritaran ideas, y un miembro de la audiencia dio la idea de Fall Out Boy (en referencia al compañero del «Hombre Radioactivo», en la caricatura de Los Simpson, Fall Out Boy o «El chico fisión»).

### 2005 a 2006: Salto a la fama yFrom Under the Cork Tree

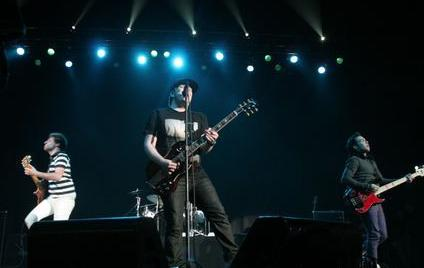
Fall Out Boy en vivo en 2006.

El 3 de mayo de 2005, Fall Out Boy lanzó su mayor éxito hasta 2010, From Under the Cork Tree, el cual llegó al puesto número nueve en la lista Billboard 200 y vendió cerca de 70 000 copias en su primera semana. El álbum alcanzó la certificación de doble platino por vender más de 2,5 millones de copias solamente en los Estados Unidos. El mismo año, la estabilidad de la banda se vio seriamente amenazada por el discutido intento fallido de suicidio del bajista, Pete Wentz, al ingerir una sobredosis del sedante Ativan. La canción «7 Minutes In Heaven» está basada en su intento de suicidio. El primer sencillo del álbum, «Sugar, We're Goin Down», llegó al número ocho en la lista Billboard Hot 100, al seis en Pop 100 y al tres en la lista Modern Rock Tracks. El video llegó al primer puesto en TRL, y fue retirado el 26 de agosto de 2005. El video ganó un MTV2 Award en los MTV Video Music Awards de 2005, despertando gran interés por la banda y un repentino crecimiento de las ventas. La banda fue nominada a «mejor artista nuevo» en los Premios Grammy de 2006. El segundo sencillo del álbum, «Dance, Dance», se convirtió en su segunda canción en entrar en el top diez cuando estuvo en el número nueve en el Billboard Hot 100. Llegó al sexto puesto en la Pop 100, y después se convirtió en la canción mejor posicionada en la list Modern Rock Tracks, al llegar al número dos. El video se estrenó en TRL el 11 de octubre de 2005, y pronto llegó al número una. Lo retiraron el 17 de enero de 2006. El tercer sencillo del álbum, «A Little Less Sixteen Candles, a Little More "Touch Me"», fue mucho menos popular que los dos anteriores, pero aun así logró estar en el número 65 en la Billboard Hot 100, y el video llegó dos veces al 1 en TRL, siendo retirado el 6 de junio de 2006. La banda dirigió el Nintendo Fusion Tour en otoño de 2005, al que se unieron The Starting Line, Motion City Soundtrack, Boys Night Out y Panic! At The Disco, alrededor de 31 ciudades. Debido al éxito conseguido, Fall Out Boy dirigió el Black Clouds and Underdogs tour en un evento pop punk en el cual participaron The All American Rejects, Hawthorne Heights y From First to Last. En la mitad del tour participaron October Fall y The Hush Sound. Tocaron en 53 fechas a través de los Estados Unidos, Canadá y el Reino Unido.

### 2007:Infinity on High

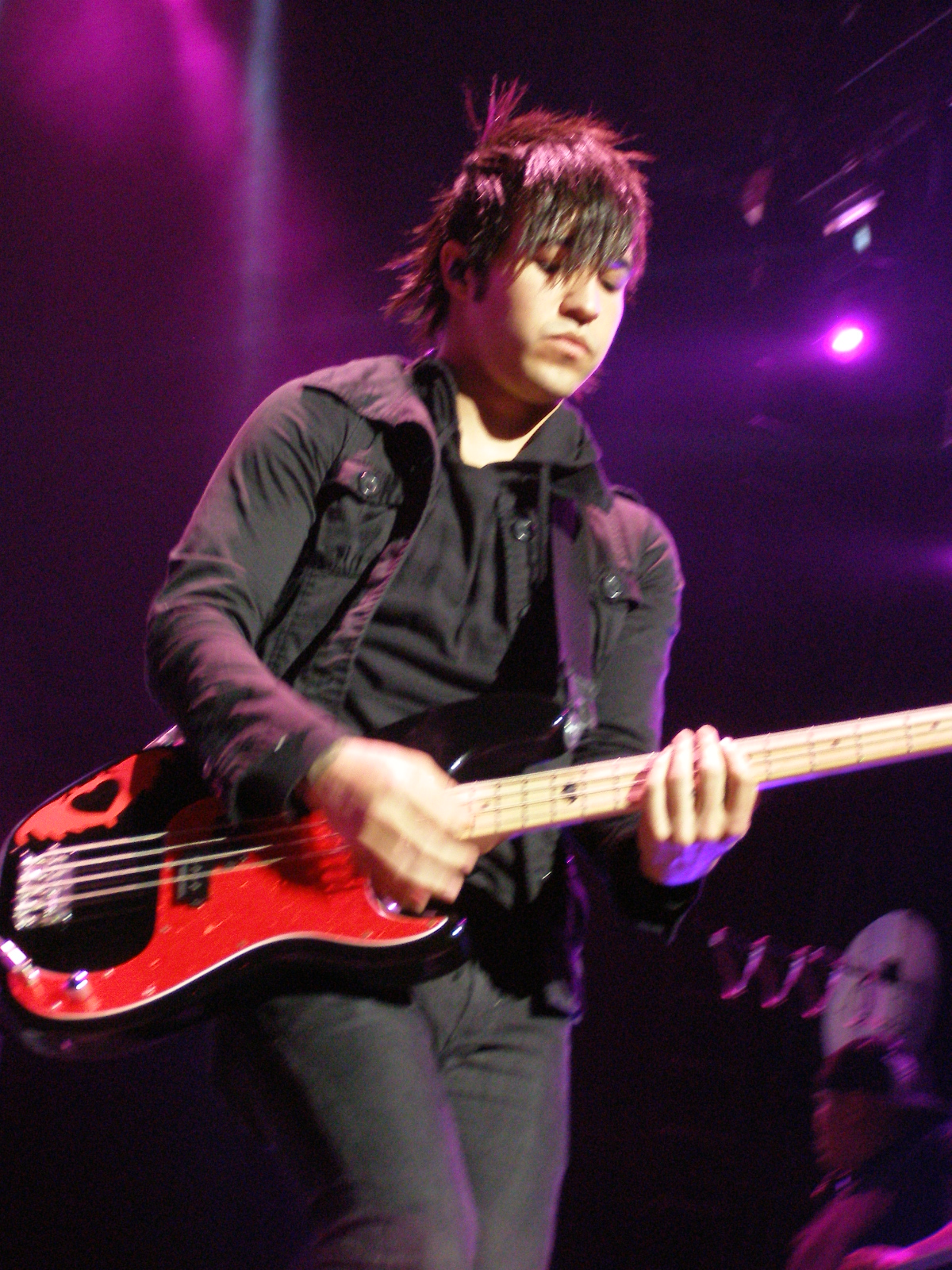
Pete Wentz en vivo con Fall Out Boy en 2007

El siguiente álbum de Fall Out Boy se titula Infinity on High, y fue lanzado el 6 de febrero de 2007. El sencillo principal, This Ain't a Scene, It's an Arms Race, logró llegar a los American Music Awards de 2006. Su video llegó el martes 19 de diciembre de 2006 a MTV. En la primera semana de ventas, Infinity on High llegó al número 1 en la Billboard 200, vendiendo más de 260.000 copias. This Ain't a Scene, It's an Arms Race llegó al número 2 en la lista de sencillos del Reino Unido el 4 de febrero de 2007, convirtiéndola en su canción más exitosa en el Reino Unido. El sencillo también llegó al número 2 en la U.S. Hot 100 y al 1 en la U.S. Pop 100. Un sencillo digital, The Carpal Tunnel Of Love, fue lanzado un día antes que el disco mediante internet. Esta tuvo videoclip de la caricatura Happy Tree Friends. Thnks fr th Mmrs fue lanzado el 9 de abril de 2007, llegando al 11 en la Billboard Hot 100 y al 12 en la lista de sencillos del Reino Unido.La canción de The Take Over, The Breaks Over fue escrita por Ryan Ross exguitarrista y co-vocalista de la banda Panic! at the disco también en la grabación del CD Infinity on High ayudó tocando la guitarra en esa misma canción. 
Fall Out Boy encabezó el Honda Civic Tour. El plan en los EE. UU. era comenzar el tour el 18 de abril y terminarlo el 11 de junio; sin embargo, debido a problemas con el calendario, se pospuso hasta el 11 de mayo y terminó el 2 de julio en Anaheim (California). Hubo tours en el Reino Unido que terminaron en África para así ayudar a Invisible Children Inc.. Los integrantes de Fall Out Boy trabajaron con Reverb, una organización ambientalista, para el tour. Fall Out Boy tocó el 9 de septiembre de 2007 en los MTV Video Music Awards.
Para mostrar su versatilidad, Fall Out Boy trabajó con Kanye West, Timbaland e hizo tours con Paul Wall. West fue el productor y protagonista del remix This Ain't a Scene, It's an Arms Race. También ayudaron a Timbaland con su nuevo álbum, especialmente en la canción One & Only. Stump cantó en varias canciones de Gym Class Heroes. También es el vocalista de la canción "Everything is Alright", de Motion City Soundtrack. Patrick Stump y Brendon Urie (Vocalista de Panic! at the Disco) colaboraron en la canción "One Of Those Nights" de The Cab. Stump también produjo el segundo álbum de Cobra Starship ("¡Viva La Cobra!"), para el cual también escribió varias canciones. La banda encabezó el tour Young Wild Things junto con Gym Class Heroes, Plain White T's, y Cute is What We Aim For, el cual comenzó en octubre con un show al que se le acabaron las entradas, en Columbus, Ohio.
Un CD y DVD de material en vivo grabado el 22 de junio de 2007, en el concierto en el Cricket Wireless Pavilion de Phoenix fue lanzado el 1 de abril de 2008. El álbum contiene una canción nueva grabada junto con el guitarrista John Mayer, Beat It; una versión de la canción de Michael Jackson del mismo nombre. La canción debutó por primera vez en el sitio web de Pete Wentz, y el 25 de marzo se convirtió en un exitoso sencillo. Poco después de su lanzamiento, debutó en el #22 de la tabla Billboard Hot 100 y tiempo después ascendió al número 19.

### 2008 a 2009:Folie à Deux

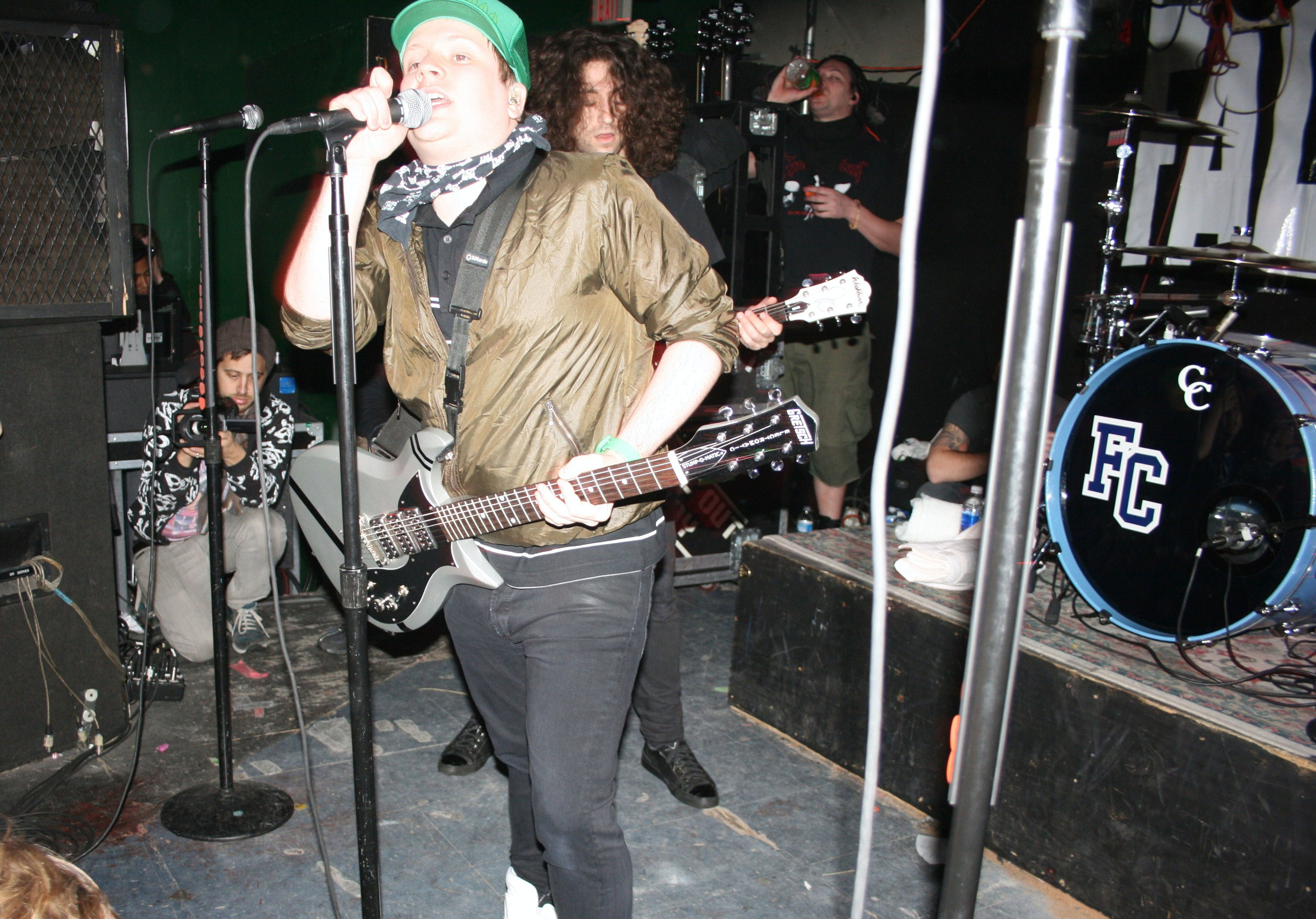
Fall Out Boy actuando en un concierto secreto en St. Louis, Misuri, el 4 de diciembre de 2008, poco antes del lanzamiento de Folie à Deux.

El 18 de agosto de 2008 se informó que el nuevo álbum, titulado Folie à deux (Que en francés literalmente significa "La locura compartida de dos") sería lanzado el 4 de noviembre de 2008, fecha que coincide con las elecciones presidenciales de los EE. UU. Fall Out Boy filtró varias canciones a Internet en algo conocido como "Mixtape", donde se pudieron escuchar las bases iniciales de ciertas canciones que se encontraron en el álbum. Se confirmó también que el sencillo principal sería llamado I Don't Care. El 25 de septiembre de 2008 fue estrenado exclusivamente en iTunes el video del primer sencillo "I Don't Care", sin embargo, en un principio el video solo estuvo disponible para su compra, y una previsualización de 30 segundos gratuita. A pesar de todo, el video está ahora disponible en el canal oficial de Fall Out Boy en Youtube. El video fue dirigido por Alan Ferguson. El día 7 de octubre, se lanzó por medio de iTunes el segundo sencillo del disco, titulado "Headfirst Slide into Cooperstown on a Bad Bet" (Antes llamado "Does Your Husband Know?"), por medio de compras digitales únicamente. También se anunció que "What a Catch, Donnie" sería el tercer sencillo y "America's suitehearts" el cuarto.
El 13 de octubre de 2008, la banda anunció mediante su página oficial, que debido a problemas con la anterior fecha de lanzamiento del disco (La cual coincidía con las elecciones presidenciales de los EE. UU.), la fecha fue pospuesta al 16 de diciembre del mismo año. Sin embargo también anunciaron que debido a este hecho, el álbum contendría mejoras antes no planeadas. El día siguiente, 14 de octubre, lanzaron el tercer sencillo, "What a Catch, Donnie", el cual incluye fases de piano como Patrick Stump había anunciado previamente, y colaboraciones de otros cantantes, tales como Gabe Saporta, Brendon Urie, Elvis Costello, etc. Dichos colaboradores cantaron ciertas partes de canciones anteriores de Fall Out Boy, tales como Thnks Fr Th Mmrs, Dance, Dance, e incluso su anterior sencillo, Headfirst Slide into Cooperstown on a Bad Bet. El 2 de diciembre fue lanzado el cuarto y último sencillo del álbum, titulado "America's Suitehearts" (Antes "America's Sweethearts"). El video del sencillo muestra los efectos de los medios y las estrellas de cine actual en la gente común, y muestra a cuatro personajes (Representados por los integrantes de Fall Out Boy mismos) mencionados en otras canciones del disco, tales como Mr. Benzedrine (De 20 Dollar Nose Bleed) por Patrick Stump, Donnie, the Catcher (De What a Catch, Donnie) por Andy Hurley, The Luckiest Man Horse Shoe Crab (De The (Shipped) Gold Standard) por Joe Trohman, y Mr. Sandman (De Headfirst Slide into Cooperstown on a Bad Bet) por Pete Wentz.
A finales del 2009, la página de la banda tenía los logotipos de su primer CD (Take This To Your Grave) y en un aviso decía que lanzaría los grandes éxitos de su carrera. "Believers Never Die" o también llamado "Believers Never Die, Greatest Hits",sería lanzado a nivel mundial el 17 de noviembre de 2009. Contiene 15 canciones de sus cuatro álbumes, "Take This To Your Grave", "From Under the Cork Tree, "Infinity On High y Folie à Deux, y el famoso cover de Michael Jackson, Beat it, además, tres nuevas canciones "Alpha Dog", ""From Now On We Are Enemies"" y "Yule Shoot Your Eye Out" (las dos últimas como Bonus Track) y la famosa canción "Growing Up" de su Ep Fall Out Boy´s Evening Out With Your Girlfriend, la lista de canciones se liberó mediante la página oficial de la banda el día 12 de octubre. A finales de noviembre de ese mismo año anunciaron que el grupo se tomaba un descanso indefinido, apenas días antes de la publicación de sus grandes éxitos.

### 2010 a 2012: Receso indefinido y carreras en solitario
Para el momento en el cual comenzó el receso, Patrick Stump detestaba la imagen de la banda como "emo". El baterista Andrew Hurley, de vuelta en casa después de la gira, cayó «en la depresión más oscura que jamás hubiera sentido. Miré a mi calendario y estaba vacío». Pete Wentz, por su parte, había estado abusando de los fármacos Alprazolam y Clonazepam, se divorció de su esposa Ashlee Simpson y regresó a terapia. Wentz declaró que «Básicamente pasé de ser el chico de Fall Out Boy a ser el tipo que pasa el tiempo fuera todo el día».

### 2013 a 2014: Reunión ySave Rock and Roll

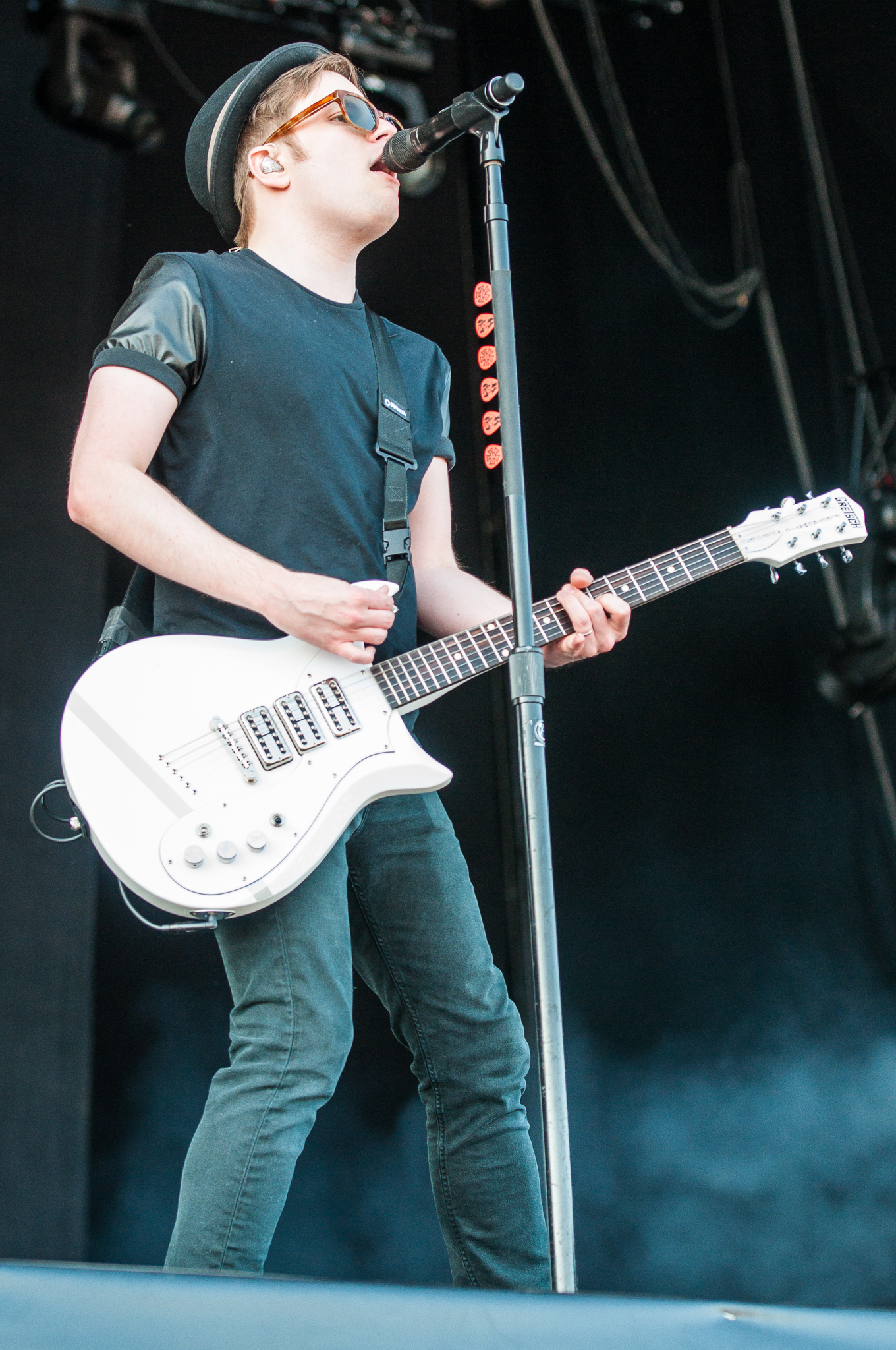
Patrick Stump durante un concierto de Fall Out Boy en el festival Rock im Park, en junio de 2014 en Alemania.

A principios de 2012, Stump y Wentz se reunieron por primera vez en años para una sesión de escritura. Wentz se acercó a Stump luego de que este publicara una carta en su sitio web, ya que él también sentía que estaba un lugar oscuro y necesitaba una salida creativa. En un principio, él estaba reacio a acercarse a Stump, y comparó su primera llamada telefónica con reconectarse con una amante luego de años de acritud. Wentz comentó que le dijo a Stump: «Yo se lo que necesitas, necesitas a tu banda. Creo que es un poco raro que no nos hayamos visto este año. Nos pagamos el uno al otro nuestras casa y no conoces a mi hijo». El resultado fueron «tres o cuatro» canciones, las cuales descartaron con inmediatez, ya que ambos concluyeron que «simplemente no estaban bien y no encajaban». Varios meses más tarde, ambos volvieron a reunirse y escribieron pistas que ellos sintieron que verdaderamente representaban a la banda en una forma moderna. El grupo decidió que si iban a regresar, debían representar a la banda en su forma actual, a lo que Stump declaró: «No queríamos volver solo para disfrutar de los días de gloria, como, recoger un par de cheques y fingir... y hacer nuestra mejor imitación de 2003». Posteriormente, el cuarteto realizó una reunión secreta durante todo un día en la casa de su mánager, en Nueva York, donde discutieron ideas y mecánicas para reunirse y grabar. Trohman fue el último que se puso en contacto, luego de una llamada de tres horas con Stump. Como Trohman fue posiblemente el más emocionado en comenzar otros proyectos, él tenía una lista de estipulaciones para reunirse con la banda. Trohman remarcó: «Si no voy a volver a esta banda escribiendo música [...] entonces no estoy interesado».
El principal objetivo del grupo era reinventar su sonido desde cero, lo que Trohman llamó la «reinvención de la banda», que se centra más en la música pop. Las sesiones de grabación tuvieron sus dificultades, ya que la banda inicialmente luchó para producir nuevo material. Él álbum fue grabado en secreto de la industria musical, los críticos, y sus propios seguidores. Mientras negaron que su anuncio era una reunión, ya que «nunca se habían separado», el grupo anunció el 4 de febrero de 2013 una gira de reunión y los detalles sobre su quinto álbum de estudio, Save Rock and Roll. El disco debutó en el primer puesto en la lista Billboard 200, luego de vender 154 000 copias en su primera semana en los Estados Unidos. De esta manera consiguieron su segundo número uno en el país, y su tercer mejor semana en ventas. El álbum también alcanzó la primera posición en Canadá, y llegó al segundo puesto en Australia, Nueva Zelanda y el Reino Unido. Asimismo, la BPI y Music Canada lo certificaron con un disco de oro luego de alcanzar las 100 000 y 40 000 copias vendidas, respectivamente. Él éxito de la banda fue descrito como inesperado por parte de los periodistas musicales. Rolling Stone llamó al regreso de la banda un «impresionante renacimiento», y la revista Entertainment Weekly llamó el número uno un «gran logro para una banda que para muchos en la industria habían descartado como reyes de un género cuyo tiempo había pasado».
El primer sencillo de disco, «My Songs Know What You Did in the Dark (Light Em Up)», llegó al puesto número trece en la lista Billboard Hot 100, e ingresó en el top diez de los conteos Alternative Songs, Digital Songs, Pop Songs, Rock Airplay y Rock Songs. Luego de vender tres millones de copias, la RIAA lo certificó con tres discos de platino. La canción también logró el quinto puesto en la lista UK Singles Chart del Reino Unido, y recibió la certificación de plata en ese país. Del álbum se publicaron otros tres sencillos: «The Phoenix», «Alone Together» y «Young Volcanoes». Inspirado en la película Interstella 5555: The 5tory of the 5ecret 5tar 5ystem de Daft Punk, la banda lanzó un video musical para cada canción del álbum entre febrero de 2013 y mayo de 2014, en una serie titulada The Young Blood Chronicles. A fines de 2013, Fall Out Boy publicó el EP PAX AM Days. Este se grabó en dos días de julio de 2013 en los PAX AM Studios en Los Ángeles. Musicalmente, Trohman declaró que fue inspirado por The Misfits, Black Flag, Descendents, Dag Nasty, y otras bandas punk y hardcore de principios de los años 80. Fall Out Boy realizó una gira para promocionar Save Rock and Roll, donde tocaron en los Estados Unidos, Australia y Europa; también tocaron en festivales de música de todo el mundo durante un año y medio y junto a Paramore realizaron la gira Monumentour. Además, actuaron en el Victoria's Secret Fashion Show 2013 como artistas invitados.

### 2014:American Beauty/American Psycho
El 2 de junio de 2014, Wentz declaró que él y Stump estaban escribiendo: «Estamos escribiendo. Estaba escuchando algo que Patrick había escrito en el tráiler. Por lo que estamos escribiendo y terminando el ciclo del álbum en septiembre en Sudáfrica». Posteriormente en una entrevista con Rock Sound con respecto al estado del álbum, Wentz comentó: «No tenemos un calendario concreto todavía. Tengo un hijo de dos semanas de edad y Patrick tiene un bebé en camino, en octubre, por lo que hay mucho pasando en estos momentos». También mencionó que el disco se iba a publicar a principios de 2015. Centuries, el primer sencillo del sexto material de la banda, se estrenó el 8 de septiembre de 2014 en la BBC Radio 1 y alcanzó el puesto número diez en la lista "Billboard Hot 100". En octubre de ese mismo año también se encargaron de poner sintonía a la película de Disney Big Hero 6 con su sencillo Immortals.

### 2017 - 2019:Mania
El 22 de abril de 2017, Wentz anunció por su Twitter que tenía una sorpresa preparada para el cumpleaños de Stump, y el 27 del mismo mes publicaron el video oficial de "Young and Menace" en su página de Vevo, en la cual predominan los sonidos y los toques de "electro-pop". Se había confirmado que el álbum completo saldría el 15 de septiembre del mismo año, pero en una carta publicada por Patrick Stump en Twitter anunciaron que el lanzamiento del álbum sería el 19 de enero de 2018, ya que la banda sentía que no estaba terminado y que era un lanzamiento "demasiado apresurado". El álbum fue titulado Mania (estilizado M A N I A).
La banda lanzó Greatest Hits: Believers Never Die – Volume Two el 15 de noviembre de 2019, a través de Island Records, su segundo álbum de grandes éxitos. Incluye el sencillo "Dear Future Self (Hands Up)" con Wyclef Jean. El álbum será promocionado en la gira Hella Mega Tour, en la que Fall Out Boy se embarcará con Weezer y Green Day. El disco fue publicado diez años después de que la banda lanzó su primer álbum de grandes éxitos, Believers Never Die - Greatest Hits, en noviembre de 2009, que presentaba los sencillos de la banda de 2003 a 2008 y dos nuevas pistas.

## Estilo musical e influencias
Aunque son considerados ampliamente como una banda rock alternativo, el grupo también ha sido descrito como pop punk y emo, y han citado al grupo emo The Get Up Kids como una de sus influencias, entre otras bandas. Cuando Pete Wentz fue entrevistado para un artículo retrospectivo en Alternative Press en el momento que The Get Up Kids se separó en 2005, Wentz declaró que «Fall Out Boy no sería una banda si no fuera por The Get Up Kids». Al principio de la carrera de la banda, cuando Jared Logan estaba produciendo Fall Out Boy's Evening Out With Your Girlfriend, él le preguntó a Wentz que sonido deseaba la banda para la grabación, a lo que él mencionó los dos primeros álbumes de New Found Glory. Wentz también citó a las bandas Green Day, the Ramones, Screeching Weasel, Metallica, Earth Crisis, Gorilla Biscuits y Lifetime como influencias. Ellos también reconocen sus raíces hardcore punk como una influencia; los cuatro miembros del grupo estaban involucrados en la escena hardcore de Chicago antes de unirse a Fall Out Boy. Wentz describió la afiliación de la banda con el género diciendo: «Creo que lo más interesante es que todos somos chicos hardcore que están escribiendo música pop... Nos da un estilo diferente porque en el fondo somos siempre hardcore. Aquel aspecto siempre va a ser evidente en la música». Él se refirió al género de Fall Out Boy como softcore: hardcore punk mezclado con pop. No obstante, el cantante Patrick Stump también fue influenciado por artistas que escuchaba mientras crecía como Prince, David Bowie y Michael Jackson.
Los primeros dos álbumes del grupo, Take This to Your Grave y From Under the Cork Tree, se encuentran ambos dentro del género pop punk, así como también cuentan con sonidos e influencias del punk rock. Por otra parte, Infinity on High, tercer material discográfico de Fall Out Boy, cuenta con una amplia gama de estilos e instrumentación, incluidos arreglos orquestales y corales («Thnks fr th Mmrs» y «You're Crashing, But You're No Wave») y una balada de piano («Golden»). Las influencias R&B en canciones como «This Ain't a Scene, It's an Arms Race», además de que dos de las canciones del álbum las produjo el cantante y productor de R&B Babyface. En Folie à Deux Fall Out Boy siguió evolucionando, con un sonido menos pop punk y un mayor protagonismo del piano («What a Catch, Donnie», «Headfirst Slide Into Cooperstown on a Bad Bet» y «20 Dollar Nose Bleed»), sintetizadores, y artistas invitados. El grupo ha trabajado con muchos productores y artistas, entre ellos The Neptunes, Timbaland, Lil Wayne y Kanye West, el último de estos catalogado por Patrick Stump como «el Prince de su generación».
Una parte central del sonido de Fall Out Boy tiene sus raíces en las letras de la banda, escritas principalmente por el bajista Pete Wentz, quien habitualmente utiliza la ironía y otros recursos literarios para narrar experiencia personal e historias. Él declaró: «Escribo la mayor parte del tiempo sobre lo que estoy pasando, o lo que me imagino que la gente está pasando la mayor parte del tiempo». También se inspira en autores como Charles Bukowski, Ernest Hemingway, y JT LeRoy, así como en raperos como Lil Wayne, a quien describió como su principal influencia mientras escribía Infinity on High. En las primeras canciones que compuso la banda, Wentz escribió principalmente sobre el amor y el desamor. En From Under the Cork Tree se abordan temas como el narcisismo y la megalomanía, mientras que en muchos de los temas de Infinite on High se discuten los altibajos de la fama. Mientras escribía Folie à Deux exploró dilemas morales y deficiencias de la sociedad, así como conceptos tales como la confianza, la infidelidad, la responsabilidad y el compromiso. Mientras que el álbum contiene un trasfondo político, la banda quería evitar manifestarse sobre estos temas, dejando muchas letras abiertas .

## Miembros
| Miembros actuales - Patrick Stump: voz principal (2001-presente), guitarra rítmica, teclados (2002-presente), percusión adicional (2013-presente) - Pete Wentz: bajo, coros, voz gutural (2001-presente) - Joe Trohman: guitarra líder, coros (2001-presente), teclados (2013-presente) - Andrew Hurley: batería, percusión (2003-presente), coros ocasionales (2013-presente) | Miembros anteriores - Ben Rose: batería, percusión (2001) - John Flamandan: guitarra rítmica (2001) - T.J. Kunasch: guitarra rítmica (2001-2002) - Mike Pareskuwicz: batería, percusión (2001-2003) - Brandon Hamm: guitarra rítmica (2002) |

## Discografía
Álbumes de estudio
- 2003: Take This to Your Grave
- 2005: From Under the Cork Tree
- 2007: Infinity on High
- 2008: Folie à Deux
- 2013: Save Rock and Roll
- 2015: American Beauty/American Psycho
- 2018: M A N I A
- 2023: So Much (For) Stardust

Álbumes de estudio no publicados
- 2002: Fall Out Boy's Evening Out With Your Girlfriend

Álbumes de sesiones
- 2007: Leaked in London
- 2008: **** Live In Phoenix
- 2009: America's Suitehearts: Remixed, Retouched, Rehabbed and Retoxed
- 2013: Live In Tokio
- 2015: Make America Psycho Again

Álbumes recopilatorios
- 2009: Believers Never Die
- 2012: Icon
- 2019: Greatest Hits: Believers Never Die – Volume Two

EPs
- 2002: Project Rocket / Fall Out Boy
- 2004: My Heart Will Always Be The B-Side To My Tongue
- 2013: PAX AM Days
- 2018: Llamania
- 2018: Lake Effect Kid